# Platyzosteria denini
Platyzosteria denini es una especie de cucaracha terrestre del género Platyzosteria, tribu Polyzosteriini, subfamilia Polyzosteriinae. Fue descrita científicamente por Hanitsch en 1923.

## Distribución
Se distribuye por Asia: Indonesia.